# James Garner
James Scott Bumgarner, más conocido por su nombre artístico James Garner (Norman, Oklahoma, 7 de abril de 1928-Los Ángeles, California, 19 de julio de 2014), fue un actor estadounidense y una de las pocas estrellas de su país que triunfaron simultáneamente en cine y televisión durante tres décadas.

## Biografía
A los 16 años se alistó en la Marina Mercante y luego trabajó en la Guardia Nacional antes de su retiro. Recibió el Corazón Púrpura del Senado de los Estados Unidos por los servicios prestados en la guerra de Corea.
Después de ser modelo para los trajes de baño Jantzen, en 1954 obtuvo un papel secundario en la producción teatral de Broadway The Caine Mutiny Court Martial. En esa época realizó también anuncios comerciales y algunos papeles en televisión. 
Su primera aparición en la gran pantalla fue en 1956, en las películas The Girl He Left Behind y Toward the Unknown. Fue un debutante afortunado, porque al año siguiente trabajó junto al mítico Marlon Brando en Sayonara, siendo premiado con un Globo de Oro como actor revelación.
Tras cuatro pequeños papeles en películas, alcanzó la fama gracias a la televisión en la década de los 50, al interpretar a un jugador de póker profesional como protagonista de la exitosa serie de western Maverick (1957-1960). Otros actores prominentes ocuparon roles protagónicos, pero Garner fue la gran estrella del programa. Y al contrario que otras figuras, cuya labor televisiva les impidió triunfar en el cine, Garner alternó ambos medios con éxito durante décadas.
En la década de los 60, participó en muchas películas como: The Children's Hour (La calumnia), de William Wyler, junto a Audrey Hepburn y Shirley MacLaine; The Thrill of It All; Move Over, Darling (Apártate, cariño), con Doris Day, la cual era un remake del filme inconcluso de Marilyn Monroe Something's Got to Give; Boys' Night Out, con Kim Novak y Tony Randall; la popular La gran evasión, con Steve McQueen y Richard Attenborough; The Americanization of Emily, junto a Julie Andrews; Grand Prix de John Frankenheimer, junto a Eva Marie Saint e Yves Montand; y Support Your Local Sheriff!.
En la década de los 70, Roy Huggins tuvo la idea de rehacer Maverick, pero en una forma moderna de detective privado. Huggins se unió con el cocreador Stephen J. Cannell y así surgió The Rockford Files, haciendo revivir el éxito de Maverick en la era moderna y con otra identidad. Garner comenzó en 1974 a interpretar el rol del protagonista, Jim Rockford, y por seis temporadas fue su mejor papel, por el cual obtuvo el Premio Emmy al Mejor Actor en 1977.
En las décadas de 1980 y 1990 James Garner pudo elegir proyectos de prestigio en el cine. En 1982 rodó con Julie Andrews la exitosa comedia Victor Victoria, dirigida por el veterano Blake Edwards, y en 1986 recibió una nominación para el Premio Óscar por la película Murphy's Romance. En 1988 participó en otra película de Edwards, Sunset, junto a Bruce Willis y Malcolm McDowell. En 1994, fue coprotagonista con Mel Gibson y Jodie Foster de la película Maverick, basada en la versión original de la serie, y en 1998 se codeó con Paul Newman, Gene Hackman y Susan Sarandon en Twilight (Al caer el sol), elogiado filme de Robert Benton. En 2000 volvió a la actualidad con Space Cowboys, junto a Clint Eastwood, Donald Sutherland y Tommy Lee Jones. 
A la muerte de John Ritter, Garner se unió al elenco de 8 Simple Rules for Dating My Teenage Daughter, como el abuelo Egan. Al principio fue un actor invitado, pero después tuvo que ocupar papeles más protagonistas hasta el final de la serie.
El actor falleció en su casa de Los Ángeles el 19 de julio de 2014 a los 86 años de edad, a causa de un paro cardíaco.

## Filmografía
- 2010 - Superman/Shazam!: The Return of Black Adam (Shazam - voz)
- 2006 - El último regalo
- 2004 - El diario de Noah
- 2002 - Clan ya-ya
- 2001 - Atlantis: El imperio perdido (voz)
- 2000 - Space Cowboys
- 1998 - Al caer el sol
- 1997 - My Fellow Americans, de Peter Segal (Mis queridos compatriotas)
- 1994 - Maverick
- 1993 - Barbarians at the Gate
- 1993 - Fuego en el cielo
- 1988 - Sunset
- 1985 - El romance de Murphy (Murphy's Romance)
- 1984 - Tank (El tanque)
- 1982 - Victor Victoria
- 1979 - HealtH, de Robert Altman (Salud)
- 1973 - One Little Indian
- 1971 - Látigo (También conocida como También un sheriff necesita ayuda)
- 1971 - Skin Game (Los trotamundos)
- 1970 - Cabalgando al infierno (interpretando a Luther Sledge)
- 1969 - Marlowe, de Paul Bogart (Marlowe, detective muy privado)
- 1968 - The Pink Jungle, de Delbert Mann (Fiebre de codicia)
- 1968 - How Sweet It Is
- 1967 - Hour of the Gun, de John Sturges (La hora de las pistolas)
- 1966 - Mister Buddwing (La mujer sin rostro)
- 1966 - Duelo en Diablo, de Ralph Nelson
- 1966 - Grand Prix
- 1965 - 36 Hours, de George Seaton (36 horas)
- 1965 - The Art of Loving, de Norman Jewison (El arte de amar)
- 1964 - La americanización de Emily
- 1963 - Apártate, cariño
- 1962 - The Thrill of It All, de Norman Jewison (Su pequeña aventura)
- 1962 - The Great Escape
- 1962 - Una vez a la semana
- 1961 - The Children's Hour
- 1960 - Cash McCall
- 1959 - Infierno bajo las aguas
- 1957 - Sayonara
- 1956 - The Girl He Left Behind
- 1956 - Toward the Unknown, de Mervyn LeRoy
- 1945 - Lazos humanos

## Películas para televisión
- 2000 - This Is How the World Ends''
- 2000 - The Last Debate, de John Badham (El cuarto poder)
- 1999 - One Special Night
- 1996 - Dead Man's Walk, miniserie
- 1995 - Streets of Laredo, miniserie
- 1986 - Promise de Glenn Jordan, miniserie junto a James Woods y Piper Laurie

Se le ha podido ver en las series:
- 2002 - No con mis hijas
- 1957 - Maverick
- 1974-1980 - The Rockford Files

## Premios y distinciones
Premios Óscar
| Año  | Categoría   | Película             | Resultado |
| ---- | ----------- | -------------------- | --------- |
| 1986 | Mejor Actor | El romance de Murphy | Candidato |

Globos de Oro
| Año  | Categoría                            | Película             | Resultado |
| ---- | ------------------------------------ | -------------------- | --------- |
| 1990 | Mejor Actor de Miniserie o Telefilme | Decoration Day       | Candidato |
| 1986 | Mejor Actor - Comedia o Musical      | El romance de Murphy | Candidato |
| 1959 | Nueva Estrella del año - Actor       | Sayonara             | Ganador   |